# L'albergo della felicità
L'albergo della felicità è un film del 1935 diretto da Giuseppe Vittorio Sampieri.

## Trama
In un piccolo paesino siciliano alle pendici dell'Etna, Tre Castagni, una grossa società ha deciso di costruire un lussuoso albergo. L'iniziativa incontra però l'ostilità di un curioso e bizzarro personaggio del paese, Ignazio Privitera, sostenendo la tesi che l'edificio toglierebbe parte del bel panorama. Cercando anche l'aiuto della curia di Siracusa si spinge fino a Venezia nella vana ricerca di documenti che proverebbero la proprietà del terreno su cui deve sorgere l'albergo ad una congregazione religiosa. A poco a poco però, il Privitera, si converte all'iniziativa, diventandone anzi uno dei maggiori finanziatori.

## Critica
Sandro De Feo su Il Messaggero del 27 gennaio 1935: «[...] il film sembra una passeggiata. Una passeggiata un po' uguale forse, con tappe un po' troppo note per apparire entusiasmanti, ma comunque una passeggiata piena di luce e d'aria. Il racconto s'impiglia un po' e sottostà al carattere turistico del film e così pure i personaggi; essi appaiono qualche volta un pretesto alla lunga gita [...] ma tutti affiatati, senza strafare. La fotografia di Arata, come al solito, eccellente».